# Ethulia burundiensis
Ethulia burundiensis là một loài thực vật có hoa trong họ Cúc. Loài này được M.G.Gilbert & C.Jeffrey mô tả khoa học đầu tiên năm 1988.